# Jack Atherton
John James Atherton (1917–1961), hay còn biết với tên Jack Atherton, là một cầu thủ bóng đá người Anh từng thi đấu ở Football League cho Brighton & Hove Albion và Preston North End. Ông sinh ra ở Preston, Anh. He died năm 1961.